# Воробьёв, Алексей Дмитриевич (Герой Социалистического Труда)
Алексей Дмитриевич Воробьёв (20 февраля 1922 — 25 ноября 2000) — советский хозяйственный и государственный деятель.

## Биография

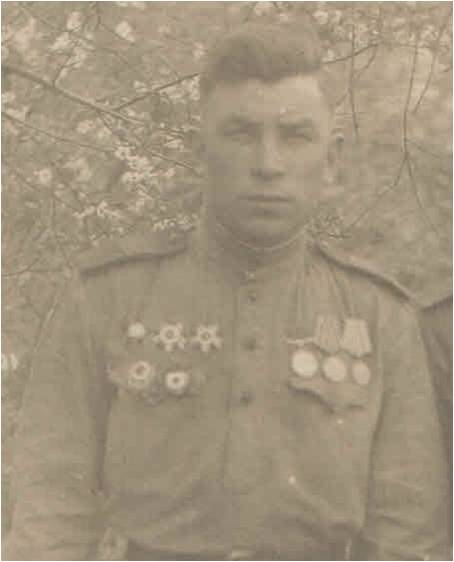
Воробьев А. Д. 1945

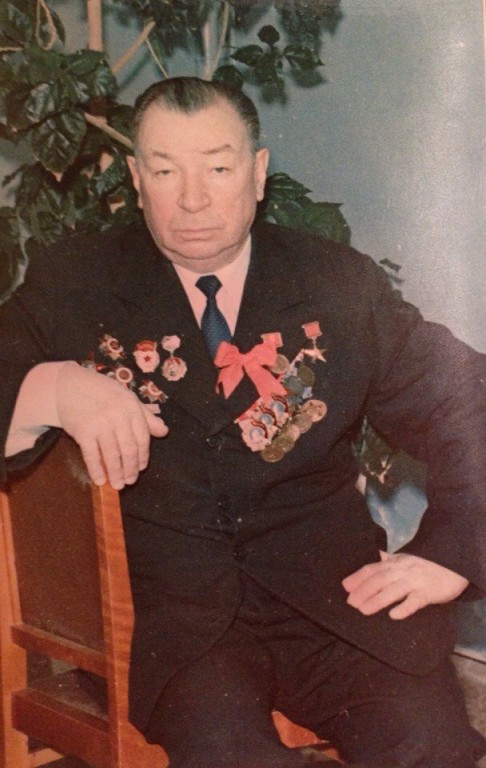
Воробьев А. Д. 1985

Родился 20 февраля 1922 года в крестьянской семье в селе Покровское (ныне Заокского района Тульской области).
Работал на селе с 14 лет. После окончания Заокской МТС (1937) работал трактористом.
Был призван в армию в мае 1941 года. В годы Великой Отечественной войны участвовал в боях на территории Белоруссии, в обороне Москвы (в составе 26-й танковой бригады), боях в районе Воронежа, обороне Сталинграда. В составе 5-й гвардейской танковой армии участвовал в битве на Орловско-Курской дуге, освобождении Киева, Люблина и Гдыни, взятии Кёнигсберга. Получил благодарность от Верховного главнокомандующего И. В. Сталина.
После войны работал трактористом, председателем правления Заокского сельпо (1949—1954). С 1954 по 1989 годы руководил колхозом «Верный путь» и племзаводом-колхозом имени Кирова Заокского района Тульской области.
Являлся депутатом Верховного Совета РСФСР.

## Награды и звания
- Герой Социалистического Труда (1973)
- три ордена Ленина
- орден Октябрьской Революции
- орден Красной Звезды
- орден Отечественной войны I степени
- орден Отечественной войны II степени
- медаль «За оборону Сталинграда»
- медаль «За взятие Кенигсберга»
- медаль «За боевые заслуги»
- Заслуженный работник сельского хозяйства СССР.